# Ceratina eburneopicta
Ceratina eburneopicta là một loài Hymenoptera trong họ Apidae. Loài này được Cockerell mô tả khoa học năm 1911.